# VIESTA
VIESTA（ビエスタ）は、日本中央競馬会（JRA）の競馬映像上映提供施設である。宮城県仙台市青葉区に2022年（令和4年）11月26日にVIESTA仙台が、2024年（令和6年）6月15日より熊本県熊本市中央区のサンロード新市街にてVIESTA熊本（ビエスタくまもと）が営業を開始している。VIESTA熊本は2024年6月29日小倉競馬場で「VIESTA熊本オープン記念 熊本城特別」競走を施行した。
JRAは全国各地に競馬場、場外馬券発売所（ウインズ・エクセル）、並びに地方競馬全国協会（NAR）の競馬場や場外発売施設を利用した「J-PLACE」を設けているが、本施設は、宮城県内にこれまでなかったJRAの公式施設を馬券発売機能を伴わない、新たな形で競馬の魅力や情報発信を提供する事を目的に開設することになった。

## 概要
- 仙台:仙台市青葉区中央2丁目4-3（東日本旅客鉄道東北本線・仙石線（仙石東北ライン）仙台駅西口徒歩9分、または同仙石線（仙石東北ライン）あおば通駅1番出入口徒歩4分）
- 熊本:熊本市中央区新市街8-7（TERRACE87一階、サテライト熊本新市街向かい）市電辛島町電停、桜町BTより徒歩5分程度
- 営業時間:原則として水-日曜日11:00-18:00（月・火曜日は基本定休日であるが、この曜日に中央競馬のレース開催時、並びに祝日が重複する場合は営業し、平日の水曜日を休館日とする）

## フロア構成
・
大きく「フリーエリア」「リザーブエリア」「ラウンジ」の3つのコーナーからなる。
- エリア面積：380m2
- 収容人員：約75名
- 大型映像装置：2.7ⅿ×9.8ⅿの大型ワイドスクリーン×2面
- 「フリーエリア」：入場無料・予約不要で気軽に入場できる競馬体感施設で、施設紹介のほか、競馬グッズなどを販売している。
- 「リザーブエリア」：予約必要の無料観覧スペース。大型映像モニターを通して、レース映像を楽しむことができる（1組につき最大4名まで入場可。混雑緩和のため入場は2パート<11-14時までと14-17時まで。但し入れ替え制ではないため閉館の18時まで利用可能>に分けている）。
- 「ラウンジ」：予約必要の有料指定席型の観覧スペース。グループや家族連れでも競馬をモニターで楽しむことができるボックス席（1000円=2名席と2000円=4名席<但し4名席は2ｰ3人でも利用可能>の2種類）が設けられている。

なおフリーエリア以外は20歳未満は同伴を含め入場不可。また飲食物の物販はないが、アルコール飲料（持ち込み禁止）を除き、飲食物は持参可能である。
競馬非開催日の平日は全館をフリーエリア（ラウンジのボックス席利用不可）とし、レース映像は提供しないが、予約不要で競馬・馬事関連の環境映像や資料映像などの上映を行う。